# مجلس الوزراء الكويتي 1976
مجلس الوزراء الكويتي 1976 أو الحكومة الكويتية التاسعة أو حكومة جابر الأحمد الخامسة هي الوزارة رقم 9 في تاريخ دولة الكويت منذ الاستقلال عام 1961، تشكّلت في تاريخ 6 سبتمبر 1976، برئاسة ولي العهد الكويتي - آنذاك - الشيخ جابر الأحمد الجابر الصباح، واستمرت حتى 22 يناير 1978، وهي آخر حكومة برئاسته وذلك قبل توليه الإمارة.

## أعضاء مجلس الوزراء
- رئيس الوزراء: جابر الأحمد الصباح
- نائب رئيس مجلس الوزراء ووزير الإعلام: جابر العلي السالم الصباح
- وزير الإسكان: حمد مبارك العيار
- وزير الأشغال العامة: حمود يوسف النصف
- وزير الشؤون الاجتماعية والعمل: سالم صباح السالم الصباح
- وزير الداخلية ووزير الدفاع: سعد العبد الله السالم الصباح
- وزير الدولة للشؤون القانونية والإدارية: سلمان الدعيج الصباح
- وزير المواصلات: سليمان حمود الزيد الخالد
- وزير الخارجية: صباح الأحمد الجابر الصباح
- وزير المالية: عبد الرحمن سالم العتيقي
- وزير الصحة العامة: عبد الرحمن محمد عبد الله العوضي
- وزير الدولة لشؤون مجلس الوزراء: عبد العزيز حسين
- وزير العدل: عبد الله إبراهيم المفرج
- وزير الكهرباء والماء: عبد الله يوسف أحمد الغانم
- وزير النفط: عبد المطلب الكاظمي
- وزير التجارة والصناعة: عبد الوهاب يوسف النفيسي
- وزير التخطيط: محمد يوسف العدساني
- وزير الأوقاف والشؤون الإسلامية: يوسف جاسم الحجي